# Leopold Breinschmid
Leopold Breinschmid (* 17. September 1905 in Baden bei Wien, Niederösterreich; † 28. Dezember 1980 ebenda) war ein österreichischer Weinbauer und Politiker der Österreichischen Volkspartei (ÖVP).

## Leben
Nach dem Besuch von acht Klassen Volksschule nahm Breinschmid seine Tätigkeit als Weinbauer auf. Von 1933 bis 1938 fungierte er als Obmann des Weinbauvereines in Baden und als Obmann der Winzergenossenschaft. 
Er war Mitglied des Gemeinderates von Baden bei Wien, der Bezirksbauernkammer, des Landesverbandes der Weinbautreibenden Österreichs und des Landesbauernrates für Genossenschaftswesen. Vom 19. Dezember 1945 bis 30. April 1948 war er außerdem Mitglied des Bundesrates (V. Gesetzgebungsperiode) in der ÖVP-Fraktion. 